# リチャード二世 第1部
『リチャード二世 第1部』（Richard the Second Part One）または『トマス・オブ・ウッドストック』（Thomas of Woodstock）は、リチャード二世の統治期に起こったトマス・オブ・ウッドストックの事件を描いた、作者不詳で題名のないエリザベス朝演劇の不完全な原稿につけられた名称。作者をウィリアム・シェイクスピアとする研究者もいて、シェイクスピア外典に含まれることが多い。また、シェイクスピアの『リチャード二世』に（ひょっとすると『ヘンリー四世 第1部』、『ヘンリー四世 第2部』にも）に影響があると言われることもある。

## テキストと起源
現存するテキストは大英博物館に所蔵され、MS. Egerton 1994としてカタログ化された。ジェームズ・ハリウェル＝フィリップス（James Halliwell-Phillipps）によって発見されたコレクションに含まれる15の戯曲の1本である。このコレクションは17世紀のKing's Revels Menの俳優で、後に書籍商、イングランド内戦期の戯曲の収集家になったウィリアム・カートライト（1606年 - 1686年。同時代の劇作家のWilliam Cartwrightとは別人）が編纂したもので、やはり一部の研究者がシェイクスピア作だとする『エドマンド剛勇王』も含まれている。
シェイクスピアの存命中に上演されたというはっきりした記録はないが、Egerton写本の使い古された状態、特定の俳優の名前への言及、祝典局長（Master of the Revels）の検閲と思われる余白への書き込みなどから、ジャコビアン時代には盛んに上演されたものと推測される。しかし、どの劇団が所有あるいは上演していたかは不明である。
これまでに出版されたものは以下の通りである。
- マローン協会『The First Part of the Reign of King Richard the Second, or Thomas of Woodstock』（1929年）
- A・P・ロシター『Woodstock: A Moral History』（1946年）
- ピーター・コービン&ダグラス・セッジ『Thomas of Woodstock: or King Richard the Second, Part One』（2002年）
- マイケル・イーガン（Michael Egan）『The Tragedy of Richard II: A Newly Authenticated Play by William Shakespeare . VOLUME 1』（2006年）

## 作者
この劇が『リチャード二世』のテーマと密接であることから、作者をシェイクスピアとする説があったが、それを支持する演劇史編者は僅かしかいない。マローン協会の編者にいたってはシェイクスピア説に言及さえしていない。A・P・ロシターも「作者がシェイクスピアである可能性は僅かといえどない」とし、韻文の単調さを指摘する一方で、作者がこの劇を「簡素化したシェイクスピアのようなもの」に意図したことは認めている。
シェイクスピア説以外の説もある。2001年、マクドナルド・P・ジャクソンは文体を分析して、サミュエル・ローリー（Samuel Rowley）説を提起した。ジョン・フレッチャーとトマス・ヘイウッド（Thomas Heywood）だとする説もある。
ピーター・コービンとダグラス・セッジは、『トマス・オブ・ウッドストック』は「相当幅広く力量のある」作者が書いたと主張する。「あくまで推測」としてシェイクスピア「とも他の作者とも」考えられるとしながらも、次のように指摘した。「シェイクスピアは、『トマス・オブ・ウッドストック』に近い演劇的スタイルを持った1590年代の劇作家であるだろう。この劇のシェイクスピア的特徴には以下のようなものがある。年代記の素材の洗練された処理の仕方。下層階級と宮廷のシーンの慎重かつ効果的な並置。劇を通して重要な「登場人物」であるイングランドという概念。簡潔にして人を引きつける描写の中での確かな演劇技法の処理。感銘を与える女性キャラクター（とくにアン・オブ・ボヘミア）の繊細な描写。コスタード、ドッグベリー、クィックリー夫人を予感させるニンブルの使うマラプロピズム。複雑な方法で観客の同情をリチャードに向かわせ、また、ゴーントを予感させる方法でウッドストックを良心的人物として描ききる、その劇作術」。
2006年、マイケル・イーガンは分析の結果、ローリー説ではなくシェイクスピア説を採った。その根拠の1つに、多くのフレーズの類似を挙げている。イーガンはイアン・ロビンソンもその説も支持していることを指摘している。しかし、Bart Van Esは「Times Literary Supplement」誌に書いた書評の中で、イーガンが発見したと言う字句の関連は微妙なものが多いとして、その説に疑問を投げかけた。それに対してイーガンは、最も重要な証拠は文章の質であると反論した。

## 創作年代
マローン協会の編者は、研究者の多くがこの劇が書かれたのは1591年から1595年の間と位置づけていると記している。一方、ウルとベイカーは1582年頃とする。二人はこの劇はクリストファー・マーロウがケンブリッジ大学在学中に書いたとし、『タイモン』や『ヘンリー五世の勝利』もマーロウの作だと信じている。コービンとセッジは「文学・演劇の影響から日付を推測することは……危険である」と言いながらも、「文学的影響を頼りにわかる範囲で、（『ウッドストック』は）1595年以前のいつかに書かれ、おそらく上演されたようである」としている。イーガンは作られたのは1592年から1593年で、原稿は1605年だとしている。マクドナルド・P・ジャクソンは「『ウッドストック』の構成および言語形式、虚辞、韻律の特徴、語彙のすべてが17世紀の最初の10年間に書かれたことを示している」とし、『リチャード二世』との関係は、前編にあたる部分を扱った続編という結論を下した。しかし、他の研究者（とくにイーガン）はその日付と特徴づけを批判している。